# 大西晴樹
大西 晴樹（おおにし はるき、1953年3月10日 - ）は、日本の社会経済史学者。東北学院大学学長および学校法人東北学院院長。博士（経済学）（神奈川大学）。明治学院大学経済学部教授および同学部長、明治学院大学学長、学校法人明治学院学院長を歴任。専門はイギリス社会経済史、キリスト教史、ピューリタニズム。北海道深川市出身。

## 経歴
- 1971年3月- 北海道深川西高等学校卒業（深川市長の山下貴史と同期）
- 1975年3月- 法政大学法学部政治学科卒業
- 1978年3月- 明治大学大学院政治経済学研究科修士課程修了
- 1983年3月 - 神奈川大学大学院経済学研究科博士課程単位取得満期退学
- 1991年4月～1993年3月 - visiting scholar, Regent's Park College, Oxford University
- 1993年4月 - 明治学院大学経済学部教授
- 1996年12月 - 博士（経済学）（神奈川大学）
- 2004年4月 - 明治学院大学経済学部長
- 2008年4月 - 明治学院大学学長
- 2012年4月 - 学校法人明治学院学院長
- 2014年4月 - 明治学院大学経済学部教授
- 2019年4月　東北学院大学学長
- 2019年4月　明治学院大学名誉教授
- 2020年4月　学校法人東北学院院長

## 著書

### 単著
- 『イギリス革命のセクト運動』（御茶の水書房, 1995年／増補改訂版, 2000年）
- 『ヘボンさんと日本の開化』（NHKカルチャーラジオ「歴史再発見」テキスト、NHK出版、2014年）
- 『キリスト教学校教育史話―宣教師の種蒔きから成長した教育共同体』（教文館, 2015年）
- 『海洋貿易とイギリス革命ー新興貿易商人の宗教と自由ー』（法政大学出版局、2019年）

### 共著
- （今関恒夫・河島幸夫・森孝一・山本通・梅津順一・須永隆・石原俊時・吉田亮）『近代ヨーロッパの探求（3）教会』（ミネルヴァ書房、2000年）
- （中島耕二・辻直人）『長老・改革教会来日宣教師事典』（新教出版社、2003年）

### 共編著
- （岩井淳）『イギリス革命論の軌跡――ヒルとトレヴァ＝ローパー』（蒼天社出版, 2005年）
- （小野功生）『「帝国」化するイギリス――17世紀の商業社会と文化の諸相』（彩流社, 2006年）
- （キリスト教史学会編）『マックス・ヴェーバー「倫理」論文を読み解く』（教文館、2018年）

### 訳書
- マリー・トルミー『ピューリタン革命の担い手たち――ロンドンの分離教会1616-1649』（ヨルダン社, 1983年）
- ゴルドン・マルシャル『プロテスタンティズムの倫理と資本主義の精神――スコットランドにおけるウェーバー・テーゼの検証』（すぐ書房, 1996年）
- デイヴィッド・アーミテイジ『帝国の誕生――ブリテン帝国のイデオロギー的起源』（日本経済評論社, 2005年）

## 論文

### 単行本所収論文
- 「反律法主義者の霊的千年王国論――軍隊とレヴェラーズ・シーカーズ・セクト」『イギリス革命と千年王国論』（同文舘、1990年）
- 「基本的人権の宗教的起源――ジェネラル・バプテスト派の万民救済説と良心の自由」明治学院大学キリスト教研究所編『人権とキリスト教』（教文館、1993年）
- 「ピューリタン・セクトの教会訓練」梅津順一・諸田實編『近代西欧の宗教と経済――歴史的研究』（同文舘、1996年）
- 「田川大吉郎――戦時期のキリスト教自由主義」『明治学院人物列伝』（新教出版社、1998年）
- 「オリヴァ・クロムウェルと『意図せざる』植民地帝国」田村秀夫編『クロムウェルとイギリス革命』（聖学院大学出版会、1999年）
- 「『市民革命』と『商業革命』」『イギリス近代史の新潮流――修正主義の近世史』（彩流社、2000年）
- 「ヴェーバー・テーゼと歴史研究」橋本努・橋本直人・矢野善郎編『マックス・ヴェーバーの新世紀――変容する日本社会の認識の転回』（未來社、2000年）
- 「米国長老・改革教会宣教師ヘボン、ブラウン、フルベッキの功績」『境界を超えるキリスト教』（教文館、2013年）
- 「20世紀初葉の日本基督教会と明治学院」キリスト教史学会編『植民地化・デモクラシー・再臨運動』（教文館、2014年）